# Firefox Focus
Firefox Focus là một trình duyệt tập trung vào quyền riêng tư miễn phí và mã nguồn mở từ Mozilla, có sẵn cho điện thoại thông minh và máy tính bảng Android và iOS. Firefox Focus ban đầu là một ứng dụng chặn theo dõi cho các thiết bị iOS di động, được phát hành vào tháng 12 năm 2015. Không lâu sau, nó được phát triển thành một trình duyệt web tối giản. Tuy nhiên, nó vẫn chỉ có thể hoạt động như một trình chặn theo dõi trong nền của trình duyệt Safari trên các thiết bị của Apple.
Tháng 6 năm 2017, bản phát hành đầu tiên cho Android đã được công khai và được tải xuống hơn một triệu lần trong tháng đầu tiên. Tính đến tháng 1 năm 2017, nó có sẵn 27 ngôn ngữ. Từ tháng 7 năm 2018, Firefox Focus được cài đặt sẵn trên BlackBerry Key2 như một phần của ứng dụng Locker.
Để vượt qua các hạn chế chặn nội dung từ Apple, Firefox Focus sử dụng UIWebView- API trên thiết bị iOS. Trên Android, trình duyệt này đã sử dụng công cụ Blink trong phiên bản 6.x trở về trước và GeckoView kể từ phiên bản 7.0.

## Bảo vệ theo dõi

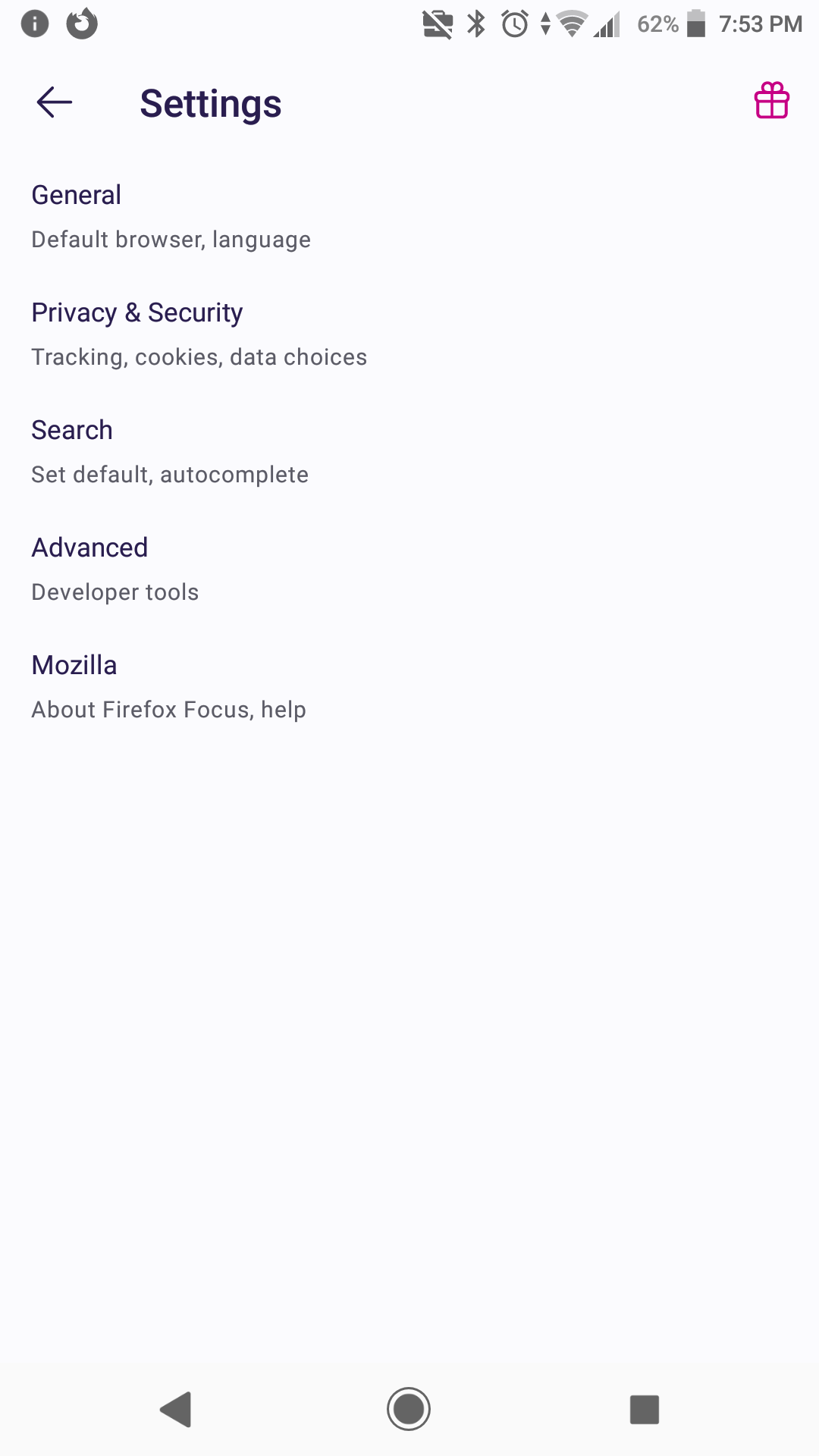
Trang cài đặt của Firefox Focus

Firefox Focus được thiết kế để chặn các trình theo dõi trực tuyến, bao gồm quảng cáo của bên thứ ba, với mục tiêu cuối là cả cải thiện tốc độ duyệt web và bảo vệ quyền riêng tư của người dùng. Chặn nội dung đạt được bằng cách sử dụng danh sách chặn từ Disconnect. Việc chặn trình theo dõi của bên thứ ba (ngoại trừ "trình theo dõi nội dung khác") được mặc định bật. Trong các trình duyệt Firefox khác, người dùng phải bật tính năng Bảo vệ theo dõi bên trong tùy chọn trình duyệt thủ công. Người dùng cũng có thể xem các loại trình theo dõi trên một trang bằng cách nhấn vào biểu tượng hình cái khiên bên cạnh thanh URL. Một bảng sẽ bật lên và hiển thị loại trình theo dõi trên trang đó: trình theo dõi quảng cáo, trình theo dõi phân tích, trình theo dõi xã hội hoặc trình theo dõi nội dung.
Ngày 20 tháng 12 năm 2018, Mozilla đã thông báo rằng Firefox Focus hiện kiểm tra tất cả các URL trong dịch vụ Duyệt web an toàn của Google để giúp mọi người tránh truy cập các trang web lừa đảo.

## Chức năng
Firefox Focus có thể được đặt làm trình chặn nội dung trong tùy chọn trình duyệt web Safari. Sau khi kích hoạt tích hợp Safari trong cài đặt Firefox Focus, nó sẽ tự động vô hiệu hóa trình theo dõi trong nền khi lướt web bằng trình duyệt Safari.
Nhấn biểu tượng thùng rác trong khi duyệt sẽ xóa tất cả dữ liệu phiên và chuyển đến màn hình bắt đầu, hiển thị một thanh tìm kiếm tùy chỉnh. Các thẻ có thể được mở bằng cách nhấn giữ một URL có trên trang web. Có thể đặt các liên kết yêu thích ra màn hình chính của thiết bị.
Firefox Focus có một tùy chọn gọi là hệ thống từ xa. Khi kích hoạt nó, người dùng cho phép Mozilla thu thập và nhận những thông tin không thể dùng để nhận dạng cá nhân nhằm cải thiện Firefox. Do lo ngại về quyền riêng tư, hệ thống từ xa của Firefox Klar mặc định bị tắt.
Ngày 15 tháng 10 năm 2018, Mozilla thông báo rằng Firefox Focus đang được cập nhật với tính năng tìm kiếm và giao diện mới. Như vậy, về mặt khái niệm, trình duyệt sẽ cho người dùng biết về các tính năng và tùy chọn của nó.

## Yêu cầu thiết bị tối thiểu
Có một số yêu cầu phần cứng tối thiểu để loại bỏ nội dung theo dõi. Cơ chế cần phần cứng có thể xử lý tải thêm nội dung chặn nên nó chỉ hoạt động trên các thiết bị 64-bit chạy iOS 9 trở lên, bao gồm:
- iPhone 5s trở lên
- iPad Air trở lên
- iPad mini 2 trở lên
- iPod touch từ thế hệ thứ 6

Kể từ tháng 12 năm 2018, thiết bị phải sử dụng iOS 11 hoặc phiên bản hệ điều hành mới hơn để tải Firefox Focus từ App Store.

## Firefox Klar
"Firefox Klar" là phiên bản sửa đổi với hệ thống từ xa bị vô hiệu hóa được phát hành cho các quốc gia nói tiếng Đức để tránh sự nhập nhằng với tạp chí tin tức FOCUS của Đức. F-Droid sử dụng bản này vì hệ thống từ xa bị mặc định tắt trong Klar.

## Thư viện

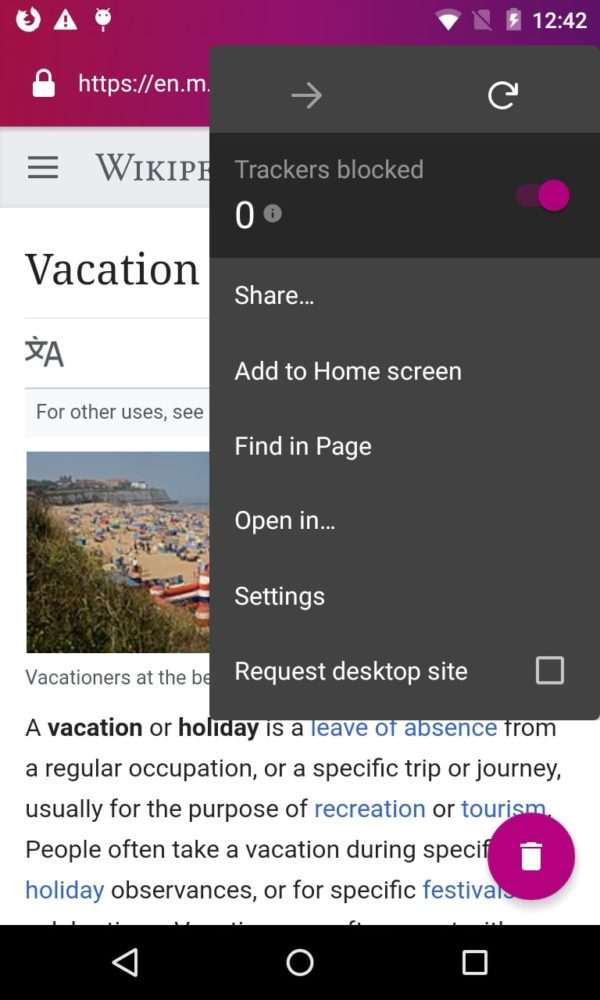
Tìm ở trang
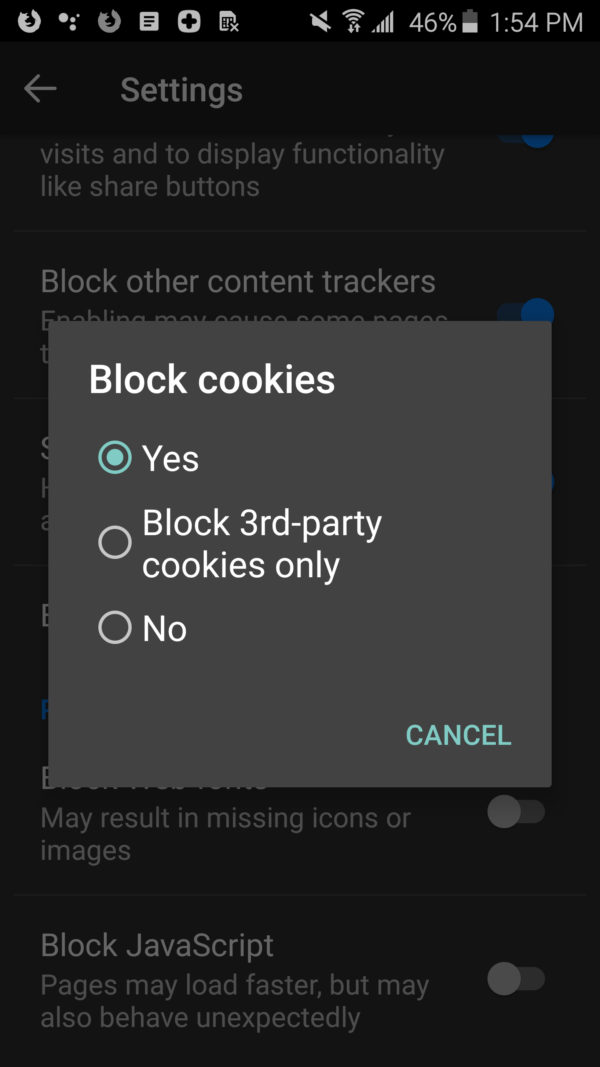
Chặn cookie